# 蜂蜜曲霉
蜂蜜曲霉（学名：Aspergillus melleus）是属于散囊菌目发菌科曲霉属的一种真菌，可生长在土壤、腌菜等基物上。该种分布于中国等地。